# Drugi rząd Josefa Korčáka
Drugi rząd Josefa Korčáka – rząd Czeskiej Republiki Socjalistycznej pod kierownictwem Josefa Korčáka, powołany i zaprzysiężony 9 grudnia 1971, składający się z przedstawicieli Komunistycznej Partii Czechosłowacji. Urzędował do 4 listopada 1976.

## Skład rządu[1]
| Stanowisko                               | Minister          | Ugrupowanie | Okres urzędowania                      |
| ---------------------------------------- | ----------------- | ----------- | -------------------------------------- |
| Premier                                  | Josef Korčák      | KSČ         | od 9 grudnia 1971                      |
| Wicepremier                              | Ladislav Adamec   | KSČ         | od 9 grudnia 1971                      |
| Wicepremier                              | Štěpán Horník     | KSČ         | od 9 grudnia 1971                      |
| Wicepremier                              | Stanislav Rázl    | KSČ         | od 9 grudnia 1971                      |
| Minister finansów                        | Leopold Lér       | KSČ         | 9 grudnia 1971 - 17 grudnia 1973       |
| Minister finansów                        | Jaroslav Tlapák   | KSČ         | 17 grudnia 1973 - 4 listopada 1976     |
| Minister spraw wewnętrznych              | Josef Jung        | KSČ         | od 9 grudnia 1971                      |
| Minister przemysłu                       | Oldřich Svačina   | KSČ         | od 9 grudnia 1971                      |
| Minister handlu                          | Josef Trávníček   | KSČ         | od 9 grudnia 1971                      |
| Minister sprawiedliwości                 | Jan Němec         | KSČ         | od 9 grudnia 1971                      |
| Minister pracy i spraw socjalnych        | Emilian Hamerník  | KSČ         | od 9 grudnia 1971                      |
| Minister rolnictwa i żywności            | Josef Nágr        | KSČ         | 9 grudnia 1971 - 15 września 1976      |
| Minister rolnictwa i żywności            | Miroslav Petřík   | KSČ         | 15 września 1976 - 4 listopada 1976    |
| Minister zdrowia                         | Jaroslav Prokopec | KSČ         | od 9 grudnia 1971                      |
| Minister szkolnictwa                     | Josef Havlín      | KSČ         | 9 grudnia 1971 - 8 października 1975   |
| Minister szkolnictwa                     | Milan Vondruška   | KSČ         | 8 października 1975 - 4 listopada 1976 |
| Minister leśnictwa i gospodarki wodnej   | Ladislav Hruzík   | KSČ         | od 9 grudnia 1971                      |
| Minister kultury                         | Milan Klusák      | KSČ         | od 9 grudnia 1971                      |
| Minister przemysłu budowlanego           | František Šrámek  | KSČ         | od 9 grudnia 1971                      |
| Minister budownictwa i techniki          | Karel Löbl        | KSČ         | od 9 grudnia 1971                      |
| Minister bez teki                        | Rostislav Petera  | KSČ         | od 9 grudnia 1971                      |
| Przewodniczący Komitetu Ludowej Kontroli | Josef Machačka    | KSČ         | 9 grudnia 1971- 3 listopada 1972       |
| Przewodniczący Komitetu Ludowej Kontroli | Vlastimil Svoboda | KSČ         | 3 listopada 1972 - 4 listopada 1976    |
| Przewodniczący Komisji Planowania Czech  | Stanislav Rázl    | KSČ         | od 9 grudnia 1971                      |